# Up!
Up! is het vierde album van de Canadese zangeres Shania Twain en werd uitgebracht in november 2002 door Universal. Het is de succesvolle opvolger van Come on Over uit 1997.

## Achtergrond
Na een succesvolle wereldtournee en het megasucces van Come On Over trok Shania zich met echtgenoot Robert John "Mutt" Lange terug in Zwitserland. Daar leefde het paar bewust een poosje in anonimiteit. Niet lang daarna raakte de zangeres in verwachting en beviel ze op 12 augustus 2001 van een zoon die de naam Eja kreeg. Al tijdens haar zwangerschap begonnen Shania en haar man te werken aan liedjes die later op het album Up! terecht kwamen. Met de eerste single van dat album - I'm gonna getcha good! - maakte Shania in oktober 2002 haar comeback en kwam ze als vanouds weer hoog in de hitlijsten terecht. Het album verscheen een maand later.
Up! werd in verschillende uitgaves op de markt gebracht: een countryversie ("Green" disc), een popversie ("Red" disc) en een internationale versie ("Blue" disc). In Noord-Amerika werden de rode en groene cd's samen uitgebracht, terwijl internationaal een versie met de rode en blauwe cd verkocht werd. Wereldwijd werden van dit album 12 miljoen exemplaren verkocht, aanzienlijk minder dan het succesvolle Come On Over. Toch werd Up! door critici wel gezien als een succesvolle opvolger. Shania gaf in een interview aan dat ze zich na het succes van Come On Over niet meer hoefde te bewijzen; dat had ze al gedaan. Toch wilde ze voor haar fans een goed, nieuw album maken. Mede daardoor, en doordat ze in 2001 moeder was geworden, duurde het vrij lang voordat Up! uitgebracht werd. In een tijd waarin veel mensen gratis aan muziek konden komen wilde de zangeres een album maken waar mensen waar voor hun geld zouden krijgen. Om die reden kwamen er dan ook maar liefst 19 liedjes op Up! terecht, een aantal wat aanzienlijk veel is voor een album. In Noord Amerika werd Up! met de verkoop van 11 miljoen exemplaren 11 keer met de platina status bekroond. Dit zorgde voor de zogenaamde Diamond status, iets wat bij Twain's voorgaande albums The Woman In Me en Come On Over in de VS ook was gebeurd.

## Tracklist
1. Up (2:52)
2. I'm gonna getcha good! (4:29)
3. She's not just a pretty face (3:49)
4. Juanita (3:50)
5. Forever and for always (4:43)
6. Ain't no particular way (4:24)
7. It only hurts when I'm breathing (3:19)
8. Nah! (4:08)
9. (Wanna get to know you) That good! (4:33)
10. C'est la vie (3:42)
11. I'm jealous (4:05)
12. Ka-ching! (3:20)
13. Thank you baby! (For makin' someday come so soon) (4:00)
14. Waiter! Bring me water! (3:19)
15. What a way to wanna be! (3:36)
16. I ain't goin' down (3:57)
17. I'm not in the mood (to say no) (3:25)
18. In my car (I'll be the driver) (3:16)
19. When you kiss me (4:08)

## Singles
| Single met eventuele hitnotering(en) in de Nederlandse Top 40 | Datum van verschijnen | Datum van binnenkomst | Hoogste positie | Aantal weken | Opmerkingen                 |
| ------------------------------------------------------------- | --------------------- | --------------------- | --------------- | ------------ | --------------------------- |
| I'm gonna getcha good!                                        | 04-11-2002            | 23-11-2002            | 12              | 14           | Nr. 15 in de Single Top 100 |
| Ka-ching!                                                     | 17-02-2003            | 15-03-2003            | 15              | 11           | Nr. 11 in de Single Top 100 |
| Forever and for always                                        | 10-06-2003            | 05-07-2003            | tip2            | -            | Nr. 44 in de Single Top 100 |
| Thank you baby! (for makin' someday come so soon)             | 11-08-2003            | -                     |                 |              | Nr. 48 in de Single Top 100 |